# SP 38
Sylvain Perier, dit SP 38, est un artiste peintre français né en 1960 à Coutances, en Normandie. Situé à ses débuts dans la lignée du mouvement de la figuration libre, cette figure internationale du street art, colleur d'affiches et performeur, a réalisé des œuvres à travers de nombreux pays.

## Biographie
Né à dans Coutances, dans la Manche, en 1960, SP 38 y a passé sa jeunesse. Il a suivi pendant deux ans une formation à l'atelier d'art " La Poulinière " à Saint-Lô, puis aux Beaux-Arts de Cherbourg entre 1976 et 1979.
Il a ensuite vécu à Paris pendant quatorze ans, de 1981 à 1995. D'abord installé dans le quartier de Saint-Germain-des-Prés, il a beaucoup déménagé et a été actif dans de nombreux squats artistiques : CAES, Boinod, le Garage 53, Europaint, Trévise, la Forge de Belleville, Turquetil, rue du Dragon, rue Blanche, la Grange aux Belles... Il est aussi l'un des principaux animateurs du mouvement artistique underground Zen Copyright qui regroupe, entre autres, les artistes Pierre Davis-Dutreix, Momo, Pedrô!, Yarps, Ed. Néant et Myster X.
En 1985, SP 38 participe au premier rassemblement du mouvement graffiti et d'art urbain à Bondy (Île-de-France), à l'initiative des VLP, en compagnie de Blek le rat, Jef Aérosol, Miss Tic, Banlieue-Banlieue, Speedy Graphito, Nuklé-Art, Futura 2000, Epsylon Point…
En 1987, il fait partie des 95 artistes réunis dans l'exposition "Free Art, l'année Beaubourg" au Free-Time de la rue Saint-Martin, organisée à l'occasion du 10e anniversaire du Centre Pompidou, avec, entre autres, Monique Peytral, Jean Starck, Robert Combas, Miss Tic, François Boisrond, Lolochka, Jérôme Mesnager, Henri Schurder, Daniel Baugeste, Jef Aérosol, Ody Saban, les VLP, Pascal Barbe, Paella Chimicos, Epsylon Point, Banlieue-Banlieue, Rafael Gray, Frédéric Voisin…
Durant l'année universitaire 1990-1991, il croise le futur ethnologue Noël Jouenne qui lui réservera la vedette sur la couverture de son mémoire de maîtrise intitulé Squats d'artistes et artistes squatters à Paris, étude d'ethnologie urbaine. Cette enquête pionnière en ethnologie urbaine retrace la vie quotidienne des artistes squatters et de leurs différents modes d'existence sur cette période. SP 38 y tient une place importante.
SP 38 a passé beaucoup de temps rue Dénoyez à Belleville, dans le 20e arrondissement de Paris, où il a recouvert les murs de ses affiches et peintures, et exposé dans la galerie Frichez-nous la Paix. Il s'y est beaucoup impliqué jusqu'à la fin de ce lieu emblématique du graffiti parisien, pendant l'été 2015.
En août 1995, il part s'installer à Berlin, la ville qui "représentait tout ce qui était possible dans le street art". Il y retrouve les squats artistiques : Tacheles, Acud, Prora à Rügen, la galerie Blühende Landschaften, Stattbad. Il colle sur les murs de la ville des affiches aux slogans ironiques, tels que "Vive la bourgeoisie", "Vive la crise".
Depuis 2008, SP 38 participe activement à l'aventure littéraire et artistique "Instin" initiée en 1997 par l'écrivain français Patrick Chatelier, en collant ses affiches "INSTIN" sur les murs de nombreuses villes de la planète.
Au printemps 2020, SP 38 vit le confinement lié à la crise sanitaire du coronavirus en Normandie, où il se réinstalle. Cette crise sanitaire lui inspire son slogan "Vivement Vivement".
En septembre 2020, il est invité dans le Finistère, à Audierne, en Bretagne, par Jean Deulceux, directeur artistique de l'Espace des arts multiples Le Cargo. Il y réalise des fresques et investit la baie de Douarnenez pour coller des affiches, des chantiers du Port-Rhu au port du Rosmeur, en passant par Le Guilvinec et Pouldavid-sur-Mer.
De juillet à octobre 2021, le Musée Quesnel-Morinière de Coutances (Normandie) propose une grande exposition SP 38, "Retour au musée", avec des travaux anciens, des travaux récents et un atelier où l'artiste crée des œuvres en direct selon son inspiration.
En 2025, SP 38 continue à peindre et à exposer entre la Normandie, Paris, Berlin et Séoul.

## Expositions et performances
Liste non exhaustive
| 2021 2020 2019 | - Retour au musée, exposition - musée Quesnel-Morinière, Coutances, France - Collages - baie de Douarnenez, Bretagne, France - Le Cargo, espace des arts multiples, fresques - Audierne, France - Vivement Vivement, collages - Normandie, France - Unite Korea, exposition - Galerie Pont des arts, Coutances, France - SPARALLÈLE38, exposition - Galerie Lithium, Paris, France - Post Korean Popup Show, exposition - Séoul, Corée du Sud - Serigraffeur Galerie, exposition - Berlin, Allemagne |
| 2018           | - deTour Festival "Trial and Error", exposition - Hong Kong - Art Studio, exposition - Jeonju, Corée du Sud - The Box Factory, exposition - OMAE Gallery, Séoul, Corée du Sud - Street Art City - Lurcy-Lévis, France - Post-Vandal Residency 3 - Lab 29, Séoul, Corée du Sud - Post-Vandal Residency 2 - Urban Spree Gallery et Boddinale, Berlin, Allemagne - Coloriage géant, exposition - Office franco-allemand pour la Jeunesse (OFAJ), Berlin, Allemagne |
| 2017           | - No Exit, Street Art Festival - Bangkok, Thaïlande - Made in Berlin, exposition - galerie Le Cabinet d'amateur, Paris, France - Erased, exposition - galerie Frichez-nous la Paix, Paris, France - Street art Residency - Séoul, Corée du Sud - Street Art / Inventory, fresques - Open Walls Gallery, Berlin, Allemagne |
| 2016           | - Open Walls Gallery, exposition - Berlin, Allemagne - Fresques murales - Séoul, Corée du Sud - Village Voice - Berlin, Allemagne - Ralentir Street Art, fresque - palissade du musée de La Poste, Paris, France - Suite de la Campagne Instin, collages - Istanbul, Turquie ; Salon du Livre à Paris, France ; Gênes, Italie ; Séoul, Corée du Sud |
| 2015           | - Escape (Legalize Freedom), exposition - Quin Hôtel, New York, États-Unis, - Instin à New York, collages - États-Unis - Art Résidence Paris Gare du Nord, Quai 36, exposition et performances - Paris, France, - Rue Instin, performances street art - rue Dénoyez, Paris, France - Exposition collective et performance - Galerie Le cabinet d'amateur, Paris, France - La friche, la fin, la fête - Galerie Frichez-nous la Paix, rue Dénoyez, Paris, France |
| 2014           | - Rousseau sur 1 plateau - Paris, France - No Money No Art - Berlin, Allemagne - Street collective 2 - Paris, France - Rencontres - Mers-sur-Indre, France - Paris Zone libre 3 - Paris, France - Mural Biennal - Dongpirang, Corée du Sud - Typozine - Varsovie, Pologne - Haribo Verboten - Berlin, Allemagne - Inspire Collective - Jérusalem, Israël - Instin in Berlin - Berlin, Allemagne |
| 2013           | - Reclaim Your City - Berlin, Allemagne - Druck Berlin - Berlin, Allemagne - Mythiq 27, exposition - Espace Cardin, Paris, France - Graves - Victoriaville, Canada - Following or not - New York, États-Unis - Under pressure - Montréal, Canada - Viva ! - Montréal, Canada - Street art - Le Cosset, France - Ex voo - Avallon, France - The urban artist home - Bruxelles, Belgique - Collective street 1 - Paris, France - Paris Zone Libre 2 - Paris, France - Cut - Berlin, Allemagne - Instin, collages - Toronto, Canada - Les murs ont la parole - Paris, France - Instin - Montpellier, France - Escapade en librairie - Montpellier, France - Mix art - Berlin, Allemagne |
| 2012           | - An art market in the bath - Berlin, Allemagne - Arts fund exhibition - Boulan Hôtel, Miami, États-Unis - The future starts now - galerie Neurotitan, Berlin, Allemagne - Blue Wind International Multimedia Art Festival, performance - Myanmar (Birmanie) - Korean Experimental Arts Festival - Séoul, Corée du Sud - International performance art festival - Anyang, Corée du Sud - Paris Zone Libre - Galerie Frichez-nous la Paix, Paris, France - Escape, International Performance Festival - Berlin, Allemagne - The Stroke Urban Artfair - Berlin, Allemagne |
| 2011           | - Print Making Festival - Estonie - Hunger, performance - Berlin, Allemagne - Artaq, atelier de création et réalisation d’un mural pour la ville d'Angers, France - Keaf, performance et street art - Séoul, Corée du Sud - Viva Montreal, performance, street art - Montréal, Canada - Fresh paint, exposition - Montréal, Canada - Grabowsee, street art - Berlin, Allemagne - Print festival - Berlin, Allemagne - Tama tupada, performance, street art - Philippines - Obseded 3, performance - New York, États-Unis - Dissidents, exposition - Berlin, Allemagne |
| 2010           | - Beyond pressure, performance, street art - Yangon, Myanmar (Birmanie) - Keaf, performance, street art - Séoul, Corée du Sud - 360 years in exile, résidence - Gangjin, Corée du Sud - Artaq, street art - Berlin, Allemagne - Diverse universe, performance - Berlin, Allemagne - Ravy 2010, performance - Yaoundé, Cameroun - Crane in K.Faust, street art - Hanovre, Allemagne - Printemps des Poètes, street art - Berlin, Allemagne - Le MUR, 3 years, street art - Paris, France - Reclaim your city, street art - Berlin, Allemagne - Warter, exposition - Berlin, Allemagne                                                                                                 |
| 2009           | - Vive la poésie, Printemps des Poètes - Berlin, Allemagne - Viva Montréal, performance, street art - Montréal, Canada - Zaz, performance, street art - Tel Aviv, Jérusalem, Israël - Du street art à la campagne, exposition - Cosset, France - Arrêt sur parcours, street art, exposition - Chevigny, France - Urban affairs extented, street art, exposition - Berlin, Allemagne - Papergirl, exposition - Berlin, Allemagne - Drucker Festival, exposition - Berlin, Allemagne - Museum of Capitalism - Berlin, Allemagne |
| 2008           | - In graafika, performance, exposition - Pärnu, Estonie - 1968 – 1989, agit prop - Université des arts de Berlin, Allemagne - Squatt the world, avec LAB 39 - Paris, France - Not a penny off the pay, street art - Bristol, Royaume-Uni - Urban affairs, street art - Berlin, Allemagne - Le MUR, street art - Paris, France - Instin, performance, street art - Arcueil, France - 400 ml, exposition - Paris, France - Volks Luxus, exposition - Berlin, Allemagne - 12 days for X.mas, street art - Bristol, Royaume-Uni |
| 2007           | - In graafika, performance, exposition - Pärnu, Estonie - Pig me !, exposition - Berlin, Allemagne - C.S.T, exposition - Feldkirch, Autriche - D.universe 3, performance, street art - Estonie, Finlande - Fleischerei in Paris, exposition - Paris, France - Open Space, exposition, performance - Berlin, Allemagne - KEAF, performance, street art - Séoul, Corée du Sud - Post Korea show, exposition - Berlin, Allemagne |
| 2006           | - Reveversible 2, exposition - Feldkirch, Autriche - 1 week, exposition - Berlin, Allemagne - Street art workshop - Séoul, Corée du Sud - The world is everywhere - Hanyang, Corée du Sud - After vive la bourgeoisie, exposition - Berlin, Allemagne - Inoperable, exposition, street art - Vienne, Autriche - Blue S, exposition - Cosset, France - Viva Montreal, performance, street art - Montréal, Canada - Desformes, performance, street art - Santiago, Chili - Dites 33, exposition - Paris, France - Schichtwechsel plakatwettbewerb, exposition - Schaan, Liechtenstein - After Seoul Montreal Santiago, exposition - Paris, France                                      |
| 1991           | - Art Co'91, Grande Arche de La Défense, Paris, France, 1er soutien officiel du Ministère de la Culture au mouvement street art français |
| 1989           | - Exposition à la Galerie Monti-Curi - Paris, France |
| 1988           | - L'Urbaine, exposition et performances - Discothèque La Locomotive, Paris, France - Exposition B'Art-Cloche - Paris, France |
| 1987           | - Free Art, l'année Beaubourg, exposition - Free Time en face du Centre Pompidou, Paris, France |
| 1985           | - Exposition au bar L'Hélium - Paris, France - Premier rassemblement du mouvement graffiti et d'art urbain, à l'initiative des VLP, en compagnie de Speedy Graphito, Miss Tic, Epsylon Point, Blek le rat, Futura 2000, Nuklé-Art, Jef Aérosol, Banlieue-Banlieue… - Bondy, France |